# Гинген-ан-дер-Фильс
Гинген-ан-дер-Фильс (нем. Gingen an der Fils) — община в Германии, в земле Баден-Вюртемберг. 
Подчиняется административному округу Штутгарт. Входит в состав района Гёппинген.  Население составляет 4289 человек (на 31 декабря 2010 года). Занимает площадь 10,01 км².